# Gulden Bodem (park)
Gulden Bodem, ook wel het Gravinnenbos genoemd, is een park en voormalige buitenplaats in de Nederlandse stad Arnhem, gelegen aan de noordzijde van de stad. Het is sinds 2006 een rijksmonument. Door zijn ligging is het de overtuin van Zypendaal.

## Ligging
Park Gulden Bodem wordt aan de oostzijde begrensd door de Zijpendaalseweg. Aan de overkant van de weg ligt het landgoed Zypendaal. Aan de west- en zuidzijde grenst het park aan de woonwijken Hoogkamp en Gulden Bodem, het grenst aan de achterzijde van de bebouwing. Aan de noordzijde grenst het aan de Schelmseweg.

## Geschiedenis
Een kaart van Zypendaal uit 1753 toont dat recht tegenover huis Zypendaal op het gebied van de Gulden Bodem een huis staat met ten noorden daarvan een tweede gebouw. Daarachter een geometrische tuinaanleg met acht perken, verder is het perceel beplant met bos. In 1757 wordt het gebied de Gulden Bodem aangekocht door de eigenaar van Zypendaal, Hendrik Willem Brantsen, secretaris van de stad Arnhem. Tot eerste helft 19e eeuw bestonden deze landerijen uit dennenbossen, percelen hakhout, akkermaalsbos, restanten heide met een schaapskooi en opgaande bomen en lanen.
Rond 1865-1870 werd in opdracht van Willem Gerard baron Brantsen van Zypendaal naar ontwerp van L.H. Eberson op de heuvel van Gulden Bodem het Jachthuis met bijbehorend koetshuis gebouwd. Het Jachthuis was een kopie van het Landhuis Wielbergen op het Landgoed Wielbergen in Angerlo, eveneens een Brantsenbezit. Rond het huis werd een park aangelegd in landschappelijke stijl. Het park is ontworpen door landschapsarchitecten Eduard Petzold en J.F. Ummels en grenst aan de oostzijde aan Park Zypendaal, waarmee het vele verbanden heeft. In tegenstelling tot Zypendaal heeft Gulden Bodem geen waterpartijen.
In 1919 werden de landgoederen Gulden Bodem en Zypendaal gesplitst en zijn graaf en gravin Von der Goltz-Brantsen in het Jachthuis gaan wonen.
In 1957 is het park in eigendom gekomen van de gemeente, nadat de laatste telg van de familie Brantsen die het gebied in bezit had, overleed. In 1964 heeft de gemeente het Jachthuis af laten breken omdat het te veel achterstallig onderhoud zou hebben.
De naam van het park is afkomstig van de ondergrond, het voedingsrijke löss.

## Huidige situatie

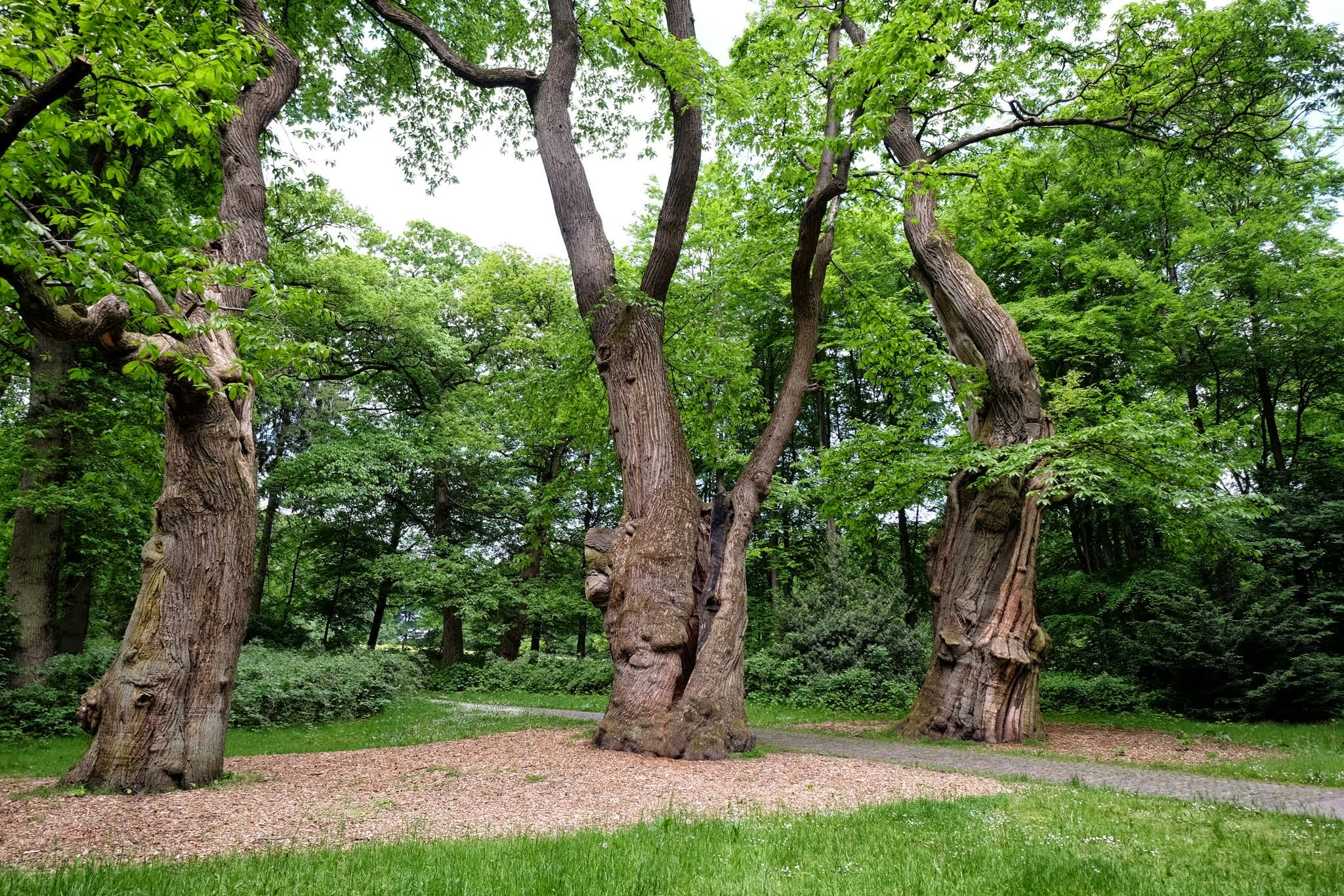
Poortwachters van Gulden Bodem

Het park bestaat voornamelijk uit bossen met aan de zuidoostzijde een open gebied en aan de noordzijde akkers. Hier bevindt zich een 150 meter lange wildgraaf, onderdeel van de in 1687 aangelegde afzetting tussen de Carolinahoeve in De Steeg en Oosterbeek. Het bos wordt het 'Gravinnebos' genoemd.
Het koetshuis in het westelijke gedeelte van Gulden Bodem is een zichtbare herinnering aan de bebouwing. Het bevat een eenvoudige woning en een koetshuis annex stal. Op de plaats van het voormalige Jachthuis staat een sculptuur van de IJslandse kunstenaar Sigurður Guðmundsson. Het moet een ontmoeting tussen cultuur en natuur tot uitdrukking brengen. De sculptuur is niet opgenomen in de bescherming.
Bij de entree van het park staan de Parkwachters van Gulden Bodem: drie tamme kastanjes, geplant tussen 1650-1700. Zij zijn door de Bomenstichting benoemd als horend tot de 15 bijzondere bomen van Gelderland.
Samen met park Zypendaal en park Sonsbeek vormt Gulden Bodem een openbaar groengebied van totaal 200 ha. Alle drie de stadsparken hebben de status van Rijksmonument.

## Monument
Gulden Bodem is in 2005 aangewezen en in 2006 geregistreerd als van rijkswege beschermd complex Historische Buitenplaats, met vier complexonderdelen. Het koetshuis, de historische parkaanleg, het houten huis en de gietijzeren weidehekken. Het beschermde gebied beslaat 35 ha.
De algemene cultuur-, architectuur- en tuinhistorische en landschappelijke waardering als complex was:
- vanwege de ouderdom
- het is een van de buitenplaatsen ten noorden van Arnhem gelegen
- het is een als gaaf voorbeeld van incorporatie van bestaande landschapscultuur in het ontwerp van de parkaanleg
- wegens de visuele historische samenhang met het tegenover liggende Zypendaal

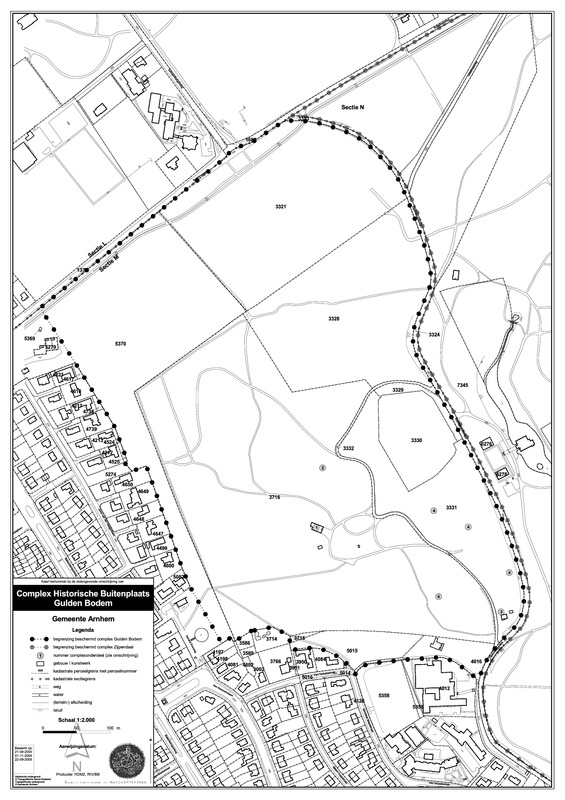
Bolletjeskaart Gulden Bodem complexnr. 528884
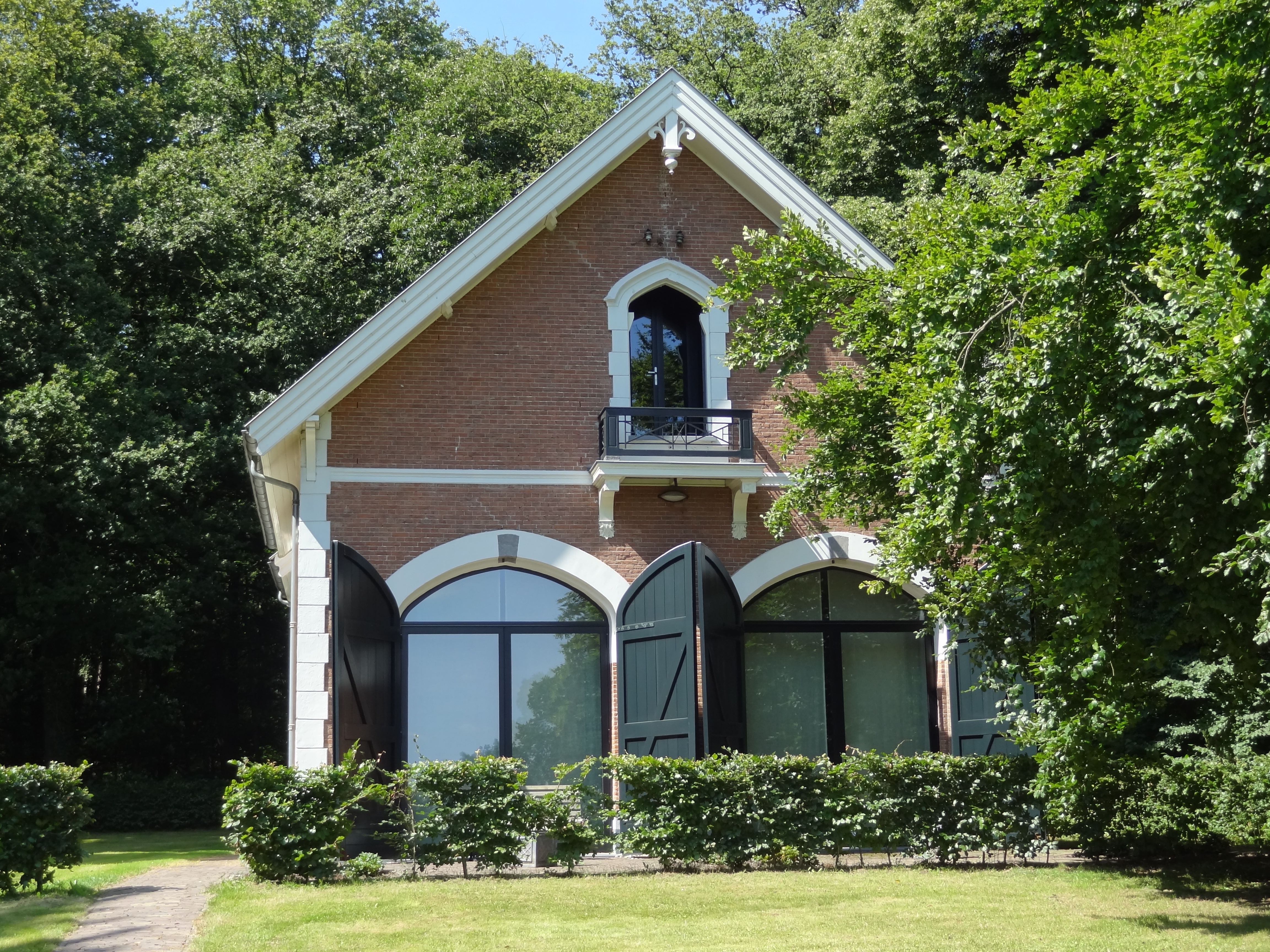
Koetshuis op Gulden Bodem
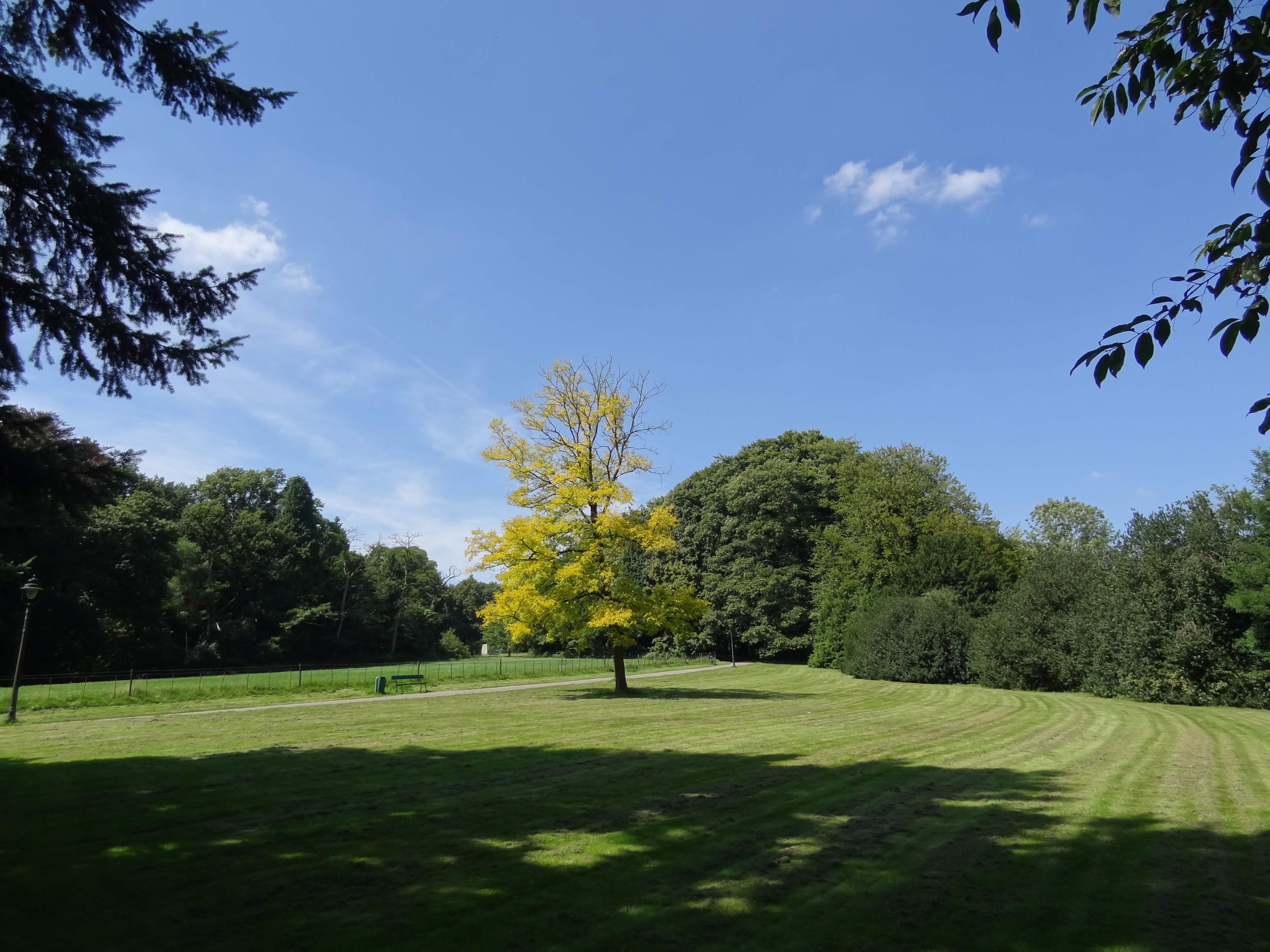
Parkaanleg op Gulden Bodem
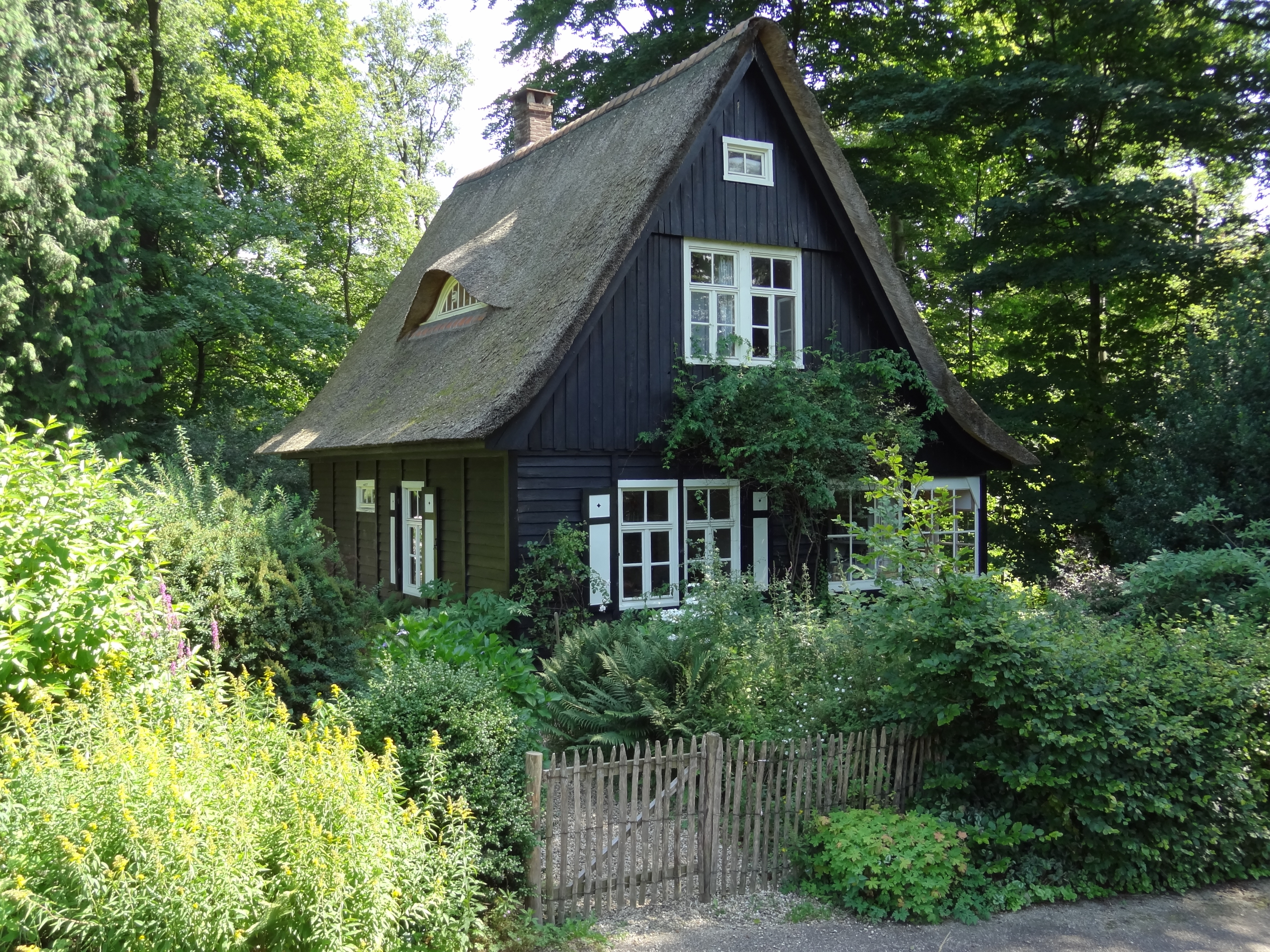
Huis op Gulden Bodem
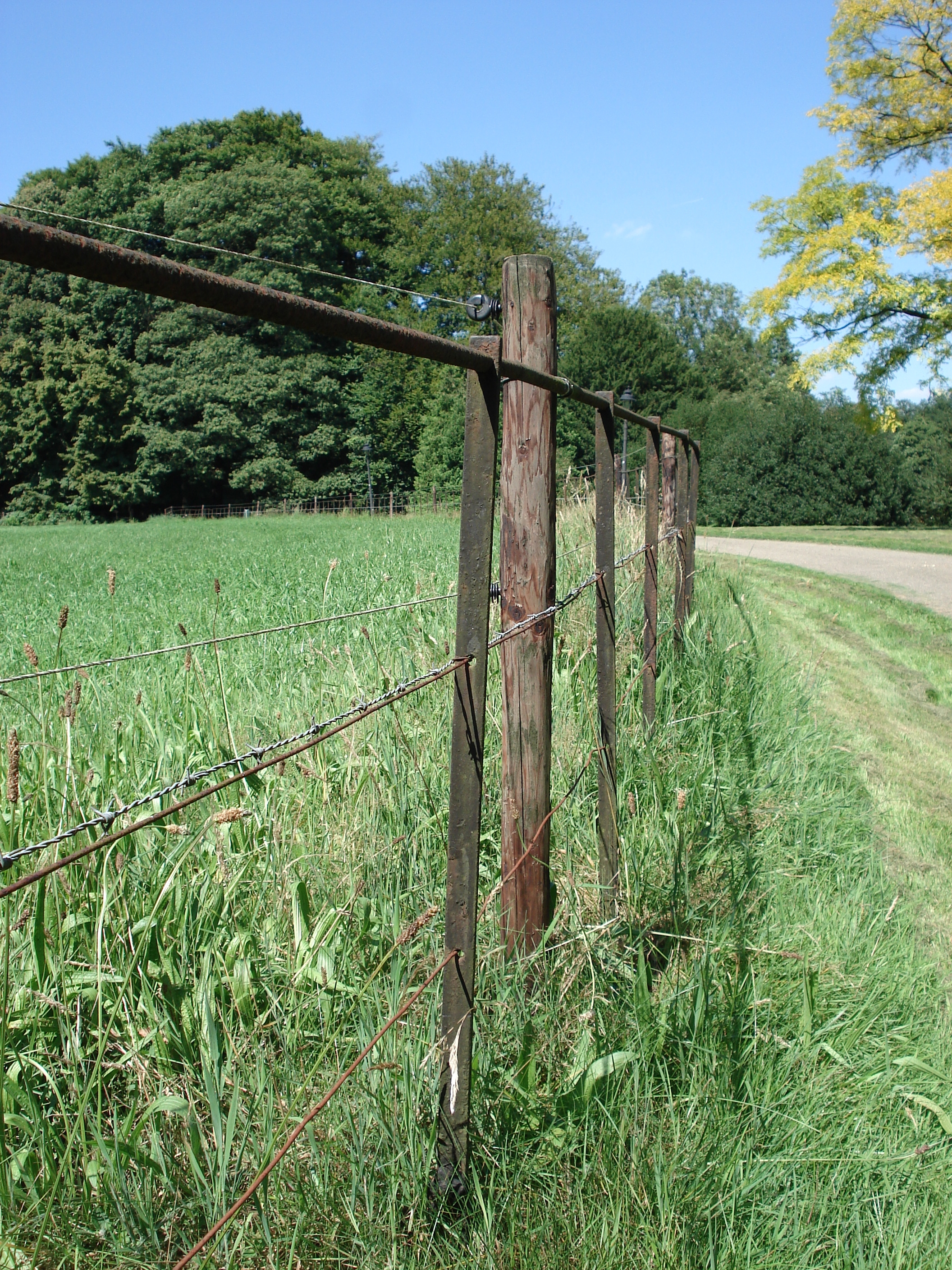
Gietijzeren weidehekken op Gulden Bodem

## Trivia

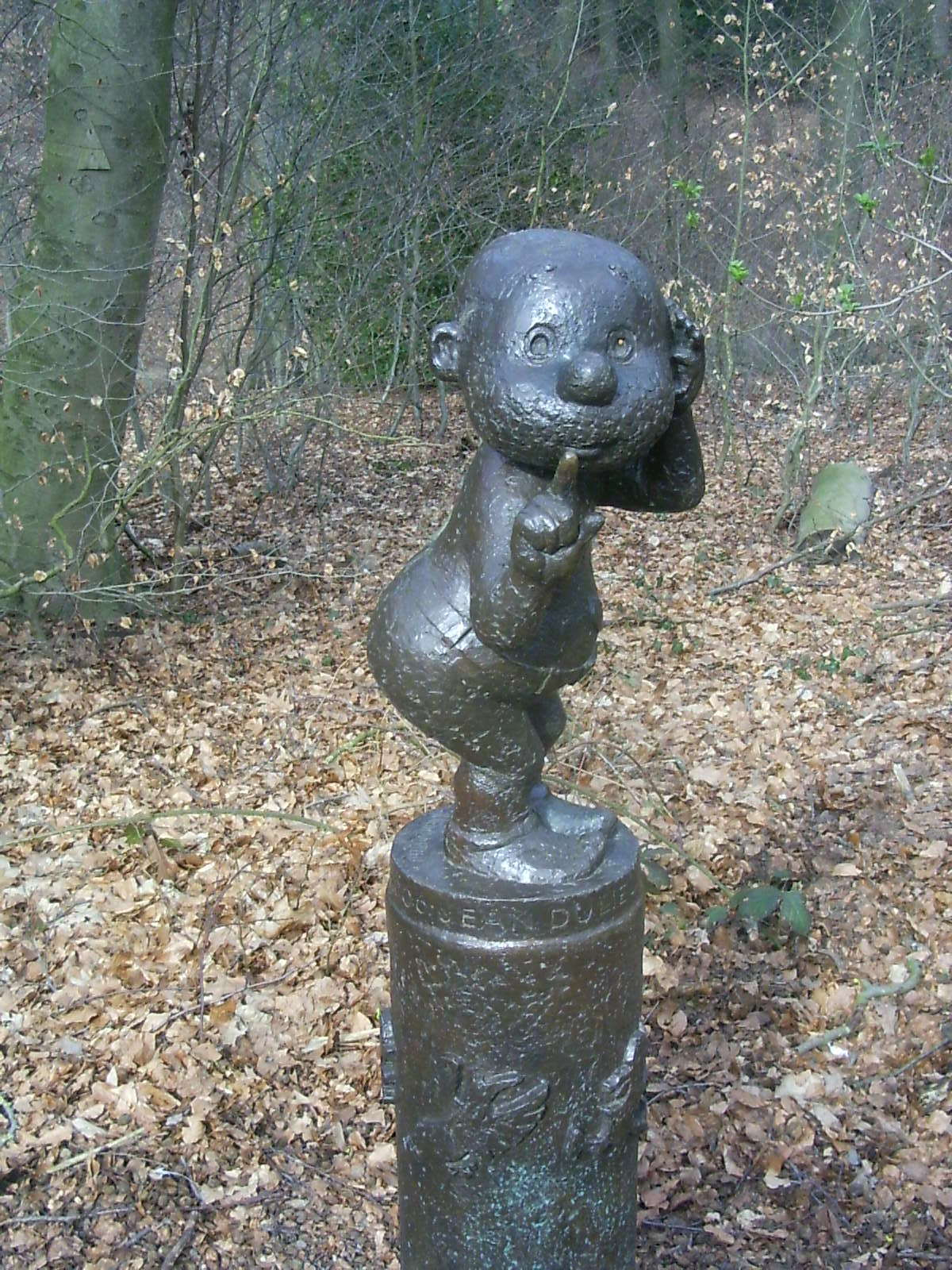
Paulus de Boskabouter

In het park staat een beeldje van Paulus de Boskabouter. De schepper van Paulus, Jean Dulieu liet hier, in het ‘Gravinnenbos’, in de laatste jaren van zijn leven dagelijks zijn hondje uit.
Park Angerenstein · Bronbeek · Gulden Bodem · Hoogte 80 · Immerloopark · Jubileumpark · Park Klarenbeek · Lichtenbeek en Boschveld · Mariëndaal · Stadsblokken-Meinerswijk · Moscowa · Onderlangs · Park Presikhaaf · Park Sonsbeek · Warnsborn · Westerheide · Park Westerveld · Park Zypendaal